# Adobe GoLive
Adobe GoLive è un editor HTML e un'applicazione per il controllo di siti web di Adobe. Ha sostituito Adobe PageMill come principale editor HTML di Adobe.  L'ultima versione di Adobe GoLive è la numero 9.0 che non è integrata in Adobe Creative Suite 3.  Adobe GoLive non è più in commercio dal 28 aprile 2008.
Adobe GoLive è nato come CyberStudio, il prodotto di punta di una società denominata GoLive Systems, Inc. con sede ad Amburgo, in Germania. Adobe ha acquistato nel 1999 il prodotto GoLive CyberStudio e rinominato in Adobe GoLive. Le prime versioni di Dreamweaver e CyberStudio sono state messe in commercio contemporaneamente. Tuttavia, Dreamweaver divenne l'editor HTML dominante.
Adobe Creative Suite 2 Premium includeva GoLive CS2. Mentre Adobe Creative Suite 3 integrava Dreamweaver in sostituzione di GoLive, Adobe GoLive 9 veniva messo in commercio come prodotto stand-alone. Il 28 aprile Adobe ha annunciato che lo sviluppo e la vendita di GoLive erano cessate a favore di Dreamweaver.

## Descrizione generale e aspetti distintivi
GoLive incorpora un'interfaccia che si basa pesantemente sul drag and drop. La maggior parte delle interazioni con l'utente sono fatte attraverso menù contestuali. Tra le sue caratteristiche è presente un editor separato per le tabelle, che supporta la nidificazione, e un pannello per applicare stili CSS agli elementi.
Come strumento di gestione del sito web, GoLive permette agli utenti di trasferire e pubblicare contenuti direttamente dall'interno dell'applicazione, e consente di escludere singoli file dal caricamento. GoLive supporta la funzione di drag and drop di file da Adobe Photoshop o Adobe Illustrator  che vengono poi convertiti in formati adatti per il web.

## Linguaggio e struttura di programmazione
Adobe GoLive è un programma scritto in ambiente C++. E inusuale che invece di utilizzare uno standard C++ come PowerPlant o Microsoft Foundation Classes, GoLive utilizza uno standard denominato SCL (Simple Class Library), che inizialmente è stato costruito da zero dagli ingegneri di GoLive Systems, Inc. Questo standard è stato utilizzato anche dallo sfortunato programma Adobe Atmosphere.

## Caratteristiche
GoLive ha un potente set di API che può essere utilizzato per aggiungere ulteriori funzionalità al prodotto. Il kit di sviluppo software SDK fornisce interfacce che consentono agli sviluppatori di utilizzare una combinazione di XML, JavaScript e C/C++ per creare plugin per il prodotto. L'implementazione API consente agli sviluppatori l'accesso personalizzato e utilizzando JavaScript, nonché un completo JavaScript debugger ed un interprete della riga di comando. Questo permette agli sviluppatori di livello intermedio usando JavaScript di creare sofisticate interfacce utente, la cui creazione è normalmente riservata a sviluppatori che utilizzano un linguaggio compilato, come C.

## Cronologia versioni
| Versione               | Nome in codice | Sistema operativo                        | Data di distribuzione |
| ---------------------- | -------------- | ---------------------------------------- | --------------------- |
| Gonet GoLive Pro 1.0   |                | Mac OS Classic                           | agosto 1996           |
| GoLive CyberStudio 1.0 |                | Mac OS Classic                           | aprile 1997           |
| GoLive CyberStudio 2.0 |                | Mac OS Classic                           | settembre 1997        |
| GoLive CyberStudio 3.0 |                | Mac OS Classic                           | aprile 1998           |
| Adobe GoLive 4.0       |                | Mac OS Classic                           | gennaio 1999          |
| Adobe GoLive 4.0       |                | Microsoft Windows                        | maggio 1999           |
| Adobe GoLive 5.0       |                | Mac OS Classic, Microsoft Windows        | agosto 2000           |
| Adobe GoLive 6.0       | The 6th Day    | Mac OS Classic, macOS, Microsoft Windows | febbraio 2002         |
| Adobe GoLive CS        | Se7en          | macOS, Microsoft Windows                 | ottobre 2003          |
| Adobe GoLive CS2       | Reloaded       | macOS, Microsoft Windows                 | aprile 2005           |
| Adobe GoLive 9.0       | Vicious        | macOS, Microsoft Windows                 | giugno 2007           |